# Lista över kvinnliga OS-medaljörer i mångkamp

## Femkamp
| År   | Guld               | Guld           | Silver              | Silver         | Brons            | Brons         |
| 1964 | Irina Press        | Sovjetunionen  | Mary Rand           | Storbritannien | Galina Bystrova  | Sovjetunionen |
| 1968 | Ingrid Becker      | Tyskland       | Liese Prokop        | Österrike      | Annamária Tóth   | Ungern        |
| 1972 | Mary Peters        | Storbritannien | Heide Rosendahl     | Västtyskland   | Burglinde Pollak | Östtyskland   |
| 1976 | Siegrun Siegl      | Östtyskland    | Christine Laser     | Östtyskland    | Burglinde Pollak | Östtyskland   |
| 1980 | Nadezhda Tkachenko | Sovjetunionen  | Olga Rukavisjnikova | Sovjetunionen  | Olga Kuragina    | Sovjetunionen |

OBS! Efter 1980 tävlar man i en sjukamp.

## Sjukamp
| År   | Guld                 | Guld           | Silver             | Silver         | Brons              | Brons          |
| 1984 | Glynis Nunn          | Australien     | Jackie Joyner      | USA            | Sabine Everts      | Västtyskland   |
| 1988 | Jackie Joyner-Kersee | USA            | Sabine John        | Östtyskland    | Anke Behmer        | Östtyskland    |
| 1992 | Jackie Joyner-Kersee | USA            | Irina Belova       | OSS            | Sabine Braun       | Tyskland       |
| 1996 | Ghada Shouaa         | Syrien         | Natalya Sazanovich | Vitryssland    | Denise Lewis       | Storbritannien |
| 2000 | Denise Lewis         | Storbritannien | Jelena Prochorova  | Ryssland       | Natalya Sazanovich | Vitryssland    |
| 2004 | Carolina Klüft       | Sverige        | Austra Skujyte     | Litauen        | Kelly Sotherton    | Storbritannien |
| 2008 | Natalja Dobrynska    | Ukraina        | Hyleas Fountain    | USA            | Tatjana Tjernova   | Ryssland       |
| 2012 | Jessica Ennis        | Storbritannien | Lilli Schwarzkopf  | Tyskland       | Austra Skujyte     | Litauen        |
| 2016 | Nafissatou Thiam     | Belgien        | Jessica Ennis      | Storbritannien | Brianne Theisen    | Kanada         |
| 2020 | Nafissatou Thiam     | Belgien        | Anouk              | Nederländerna  | Emmma Oosterwegel  | Nederländerna  |